# Peter T. King
Peter Thomas King (ur. 5 kwietnia 1944 w Nowym Jorku) – amerykański polityk Partii Republikańskiej o korzeniach irlandzkich, wieloletni kongresmen Izby Reprezentantów Stanów Zjednoczonych, w latach 1994–2001 wiceprzewodniczący Partii Republikańskiej, od 1995 do 2000 Sekretarz Stanu ds. Polityki Zagranicznej (zastępca Warrena Christophera) w gabinecie Billa Clintona, od 1993 przewodniczący Komisji ds. Bezpieczeństwa Wewnętrznego Stanów Zjednoczonych. 

## Wykształcenie, pierwsze lata pracy w zawodzie i służba w armii
Ukończył St Francis College w Brooklynie. W 1965 uzyskał doktorat z prawa na Uniwersytecie Notre Dame. Od 1968 do 1974 służył w Gwardii Narodowej Stanów Zjednoczonych.
W latach 1974-1977 pracował, jako prokurator stanowy w mieście Nassau.

## Początki kariery politycznej
W 1977 wystartował w wyborach do władz dzielnicy Hempstead w Nowym Jorku z poparciem republikanów, uzyskał wystarczające poparcie i został radnym tejże dzielnicy. Niedługo potem wstąpił w szeregi Partii Republikańskiej. W 1981 został wybrany gubernatorem Nassau. Funkcję tę pełnił jeszcze przez dwie kadencje, do 1989.

## Lata w Kongresie
Od 1993 do 2021 sprawował urząd kongresmena w Izbie Reprezentantów Stanów Zjednoczonych z ramienia Partii Republikańskiej. Od tego samego roku (z dwuletnią przerwą) pełni funkcję przewodniczącego Komisji ds. Bezpieczeństwa Wewnętrznego Stanów Zjednoczonych. Od 1994 do 2001 był wiceprzewodniczącym Partii Republikańskiej.
W 1995 został Sekretarzem Stanu ds. Polityki Zagranicznej (zastępca Warrena Christophera) w gabinecie prezydenta Billa Clintona, w którym zasiadał do 2000 roku. W imieniu Clintona reprezentował USA m.in. podczas pogrzebu premiera Izraela Icchaka Rabina w Jerozolimie, podczas wizyty w Moskwie, gdzie spotkał się z prezydentem Federacji Rosyjskiej Borysem Jelcynem, czy spotkania z premierem Wielkiej Brytanii Tonym Blairem w Londynie. Zasiadając w gabinecie Clintona działał głównie na rzecz pokoju w Bośni i Irlandii Północnej.
Zasłynął z tego, że w 1999 wraz z kilkoma republikańskimi kongresmenami głosował przeciwko usunięciu Billa Clintona ze stanowiska (wbrew oficjalnemu stanowisku Partii Republikańskiej) po ujawnieniu prawdziwych i domniemanych skandali z jego udziałem przez media (m.in. romansu z Monicą Lewinsky), dzięki czemu ówczesny prezydent USA zachował swój urząd. 
W 2000 zaangażował się w kampanię kandydata na Prezydenta Stanów Zjednoczonych Johna McCaina, który ostatecznie przegrał wewnątrzpartyjną rywalizację w obozie republikanów z George’em W. Bushem. W 2008 znów poparł tego samego kandydata w walce o urząd głowy państwa w USA, zostając członkiem jego sztabu wyborczego.
W 2001 i 2003 głosował za wysłaniem wojsk armii amerykańskiej do Afganistanu i Iraku, ale już w 2004 zaczął ostro krytykować działania armii USA i koalicji w tych krajach, nazywając obie misje "okrutnymi wojnami".
23 marca 2009 został prezesem Nowojorskiego Okręgu Straży Pożarnych.
W czerwcu 2010 na prośbę części rodzin ofiar katastrofy polskiego samolotu Tu-154 w Smoleńsku i parlamentarnego zespołu ds. zbadania przyczyn tejże tragedii, któremu przewodzi Antoni Macierewicz, wystosował rezolucję, w której domaga się, by obie izby amerykańskiego parlamentu opowiedziały się za tym, by przyczyny smoleńskiej katastrofy zbadały niezależne międzynarodowe instytucje. King zabiega także o to, aby Amerykanie przekazali Polsce wszystkie możliwe materiały, które pomogą w śledztwie dotyczącym tragicznego lotu prezydenckiej delegacji.
Jako kongresmen od lat walczy z nielegalną imigracją. Sprzeciwia się aborcji i eutanazji. Jest zdecydowanym zwolennikiem finansowania leczenia ciężkich chorób takich jak, m.in. rak piersi, rak prostaty i inne z budżetu państwa. Wspiera wysiłki Irlandzkiej Armii Republikańskiej, która dąży do przyłączenia Irlandii Północnej do Republiki Irlandii, wbrew interesom Wielkiej Brytanii. Był twórcą przyjętych przepisów w zakresie ochrony przybrzeżnych portów i ograniczenia stosowania chemikaliów w ochronie roślin.
Kongresmen uważa, że w USA wzrasta liczba osób sympatyzujących z radykalnym islamem. Należy do grona krytyków obecnego Prezydenta Stanów Zjednoczonych Baracka Obamy, który według niego zbyt łatwo zgadza się na budowy meczetów w Ameryce. Krytykuje go także za popieranie aborcji.

## Życie prywatne

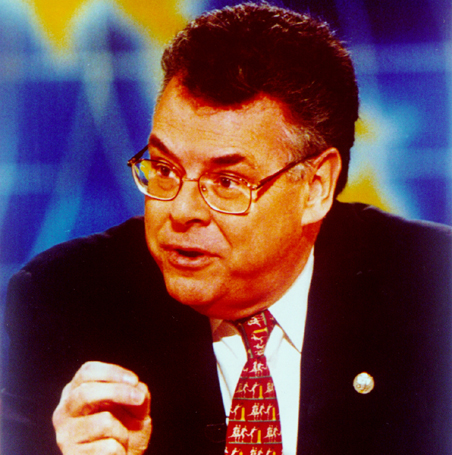
Peter T. King podczas rozmowy na antenie stacji Fox News Channel, 1993

Mieszka w Nowym Jorku w dzielnicy Seaford z żoną Rosemary, z którą ma dwoje dorosłych dzieci i dwoje wnucząt. Peter T. King ma dwójkę rodzeństwa, Kevina i Barbarę. Jest autorem trzech książek opartych na jego wspomnieniach z zasiadania w Kongresie amerykańskim. Jego ojciec Peter był funkcjonariuszem nowojorskiej policji. Natomiast matka była emigrantką z Irlandii, która osiedliła się w USA i tam poznała swojego przyszłego męża.